# Atlanta Motor Speedway

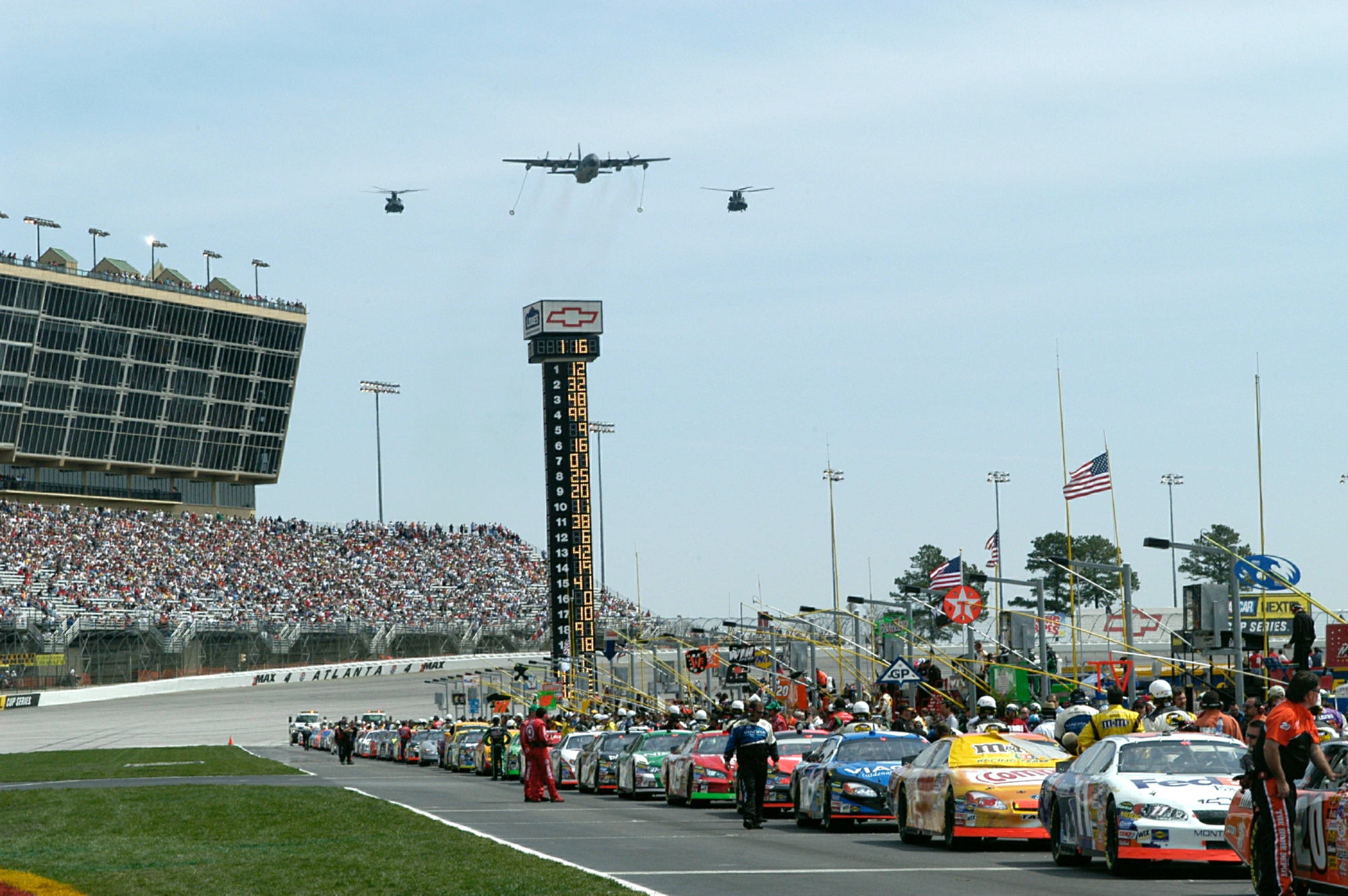
Atlanta Motor Speedway

Atlanta Motor Speedway (tidigare Atlanta International Raceway) är en amerikansk racerbana av typen ovalbana som är belägen utanför Hampton i Georgia. Den byggdes 1959-1960. Banan ägs sedan 1990 av Speedway Motorsports och  har sedan den invigdes 1960 årligen arrangerat lopp ingående i cup-serien i Nascar.

## Karaktär/Historia
Banan är en 1,54 mile (2,48 km) lång oval. Banan bygges nästan helt om 1997, med ett byte av profil på banan. Dessutom har den en 4 kilometer lång racerbana på innerplan, kombinerat med sträckor av ovalen. Atlanta Motor Speedway bygges 1960 för 1,8 miljoner US-dollar, och höll finalen i Nascar Cup under många år. Numera har banan två tävlingar, men finalen blev banan av med till Homestead-Miami Speedway i början av 2000-talet, och dessutom blev den av med sin plats i mästerskapsserien 2009 till California Speedway.